# Weil (krater)
För andra betydelser, se Weil.
Weil är en nedslagskrater på planeten Venus. Weil har fått sitt namn efter den franska filosofen Simone Weil.
Kratern har en diameter på ungefär 24 km.